# Camminando e cantando
Camminando e cantando è un album del 1979 di Marcella Bella.

## Il disco
L'album, il primo per la nuova casa discografica a cui Marcella approda, la CBS,  si avvale della collaborazione di Gianni Bella, Mario Lavezzi, Dario Baldan Bembo, Beppe Cantarelli, Adelio Cogliati e Amedeo Minghi, artista all'epoca pressoché sconosciuto.
Nonostante l'alta qualità dell'album e la crescita artistica dell'interprete, il disco non ottiene il successo previsto, anche se un discreto riscontro lo avrà in estate il singolo Lady anima, che nel testo presenta riferimenti omosessuali e che Marcella presenta al Festivalbar.

## Tracce
1. Camminando e cantando (testo: Adelio Cogliati – musica: Amedeo Minghi)
2. La mia faccia (testo: Antonio Bella – musica: Gianni Bella)
3. Quando il cielo (testo: Antonio Bella – musica: Gianni Bella)
4. Non ci credo più (testo: Paola Blandi – musica: Beppe Cantarelli)
5. Lady anima (testo: Giancarlo Bigazzi, Gianni Bella – musica: Giancarlo Bigazzi, Gianni Bella)
6. Fine di due amanti (testo: Antonio Bella – musica: Rosario Bella, Fredy Garozzo)
7. Lento (testo: Paolo Amerigo Cassella – musica: Dario Farina)
8. Era un sogno (testo: Adelio Cogliati – musica: Amedeo Minghi)
9. Io non so (Amedeo Minghi)